# Air Hostess
«Air Hostess» (en español: «Azafata») es una canción del grupo británico de pop rock británico Busted. Compuesta junto a Tom Fletcher de McFly, fue lanzada el 23 de abril de 2004 como tercer sencillo de su segundo álbum de estudio A Present For Everyone (2003) y alcanzó el segundo puesto de la UK Singles Chart.

## Antecedentes
Las caras B «Mummy Trade», «Peaches» y «Let It Go» no aparecieron en ningún otro lanzamiento, por lo que fueron exclusivos de este sencillo. «Mummy Trade» y «Let It Go» fueron escritas por James Bourne y Charlie Simpson, mientras que «Peaches» es una versión de The Presidents of the United States of America. En ocasiones las tocaron en directo, como en CD:UK en mayo de 2004.
El sencillo fue promocionado en apariciones en Top of the Pops Saturday, MOM, Popworld, CD:UK, Friday Night with Jonathan Ross, TRL y Simply the Best.

## Videoclip
El videoclip, en clave de humor, muestra a la banda espiando a dos azafatas y entrando ilegalmente al avión en el que viajan. El verso «I messed my pants when we flew over France» era editada cuando se emitía el video durante el día.

## Lista de canciones

### CD1 en Reino Unido
- «Air Hostess» - 3:57
- «Mummy Trade» - 3:09

### CD2 en Reino Unido
- «Air Hostes»s - 3:57
- «Peaches» - 4:09
- «Let It Go» - 4:02
- «Air Hostess» (Video) - 4:00
- Interactive Interview - 3:12

### Vinilo
- «Air Hostess» - 3:57
- «Peaches» - 4:09

## Posicionamiento en listas
| Listas (2004)                         | Mejor posición |
| ------------------------------------- | -------------- |
| Alemania (Media Control Charts)       | 51             |
| Europa (Eurochart Hot 100)            | 9              |
| Irlanda (IRMA)                        | 12             |
| Japón (Japanese Singles Chart)        | 4              |
| Reino Unido (Official Charts Company) | 2              |